# ويليام بي ليهي
ويليام بي ليهي (بالإنجليزية: William P. Leahy)‏ هو مدرس أمريكي، ولد في 1948 في أوماها في الولايات المتحدة.

## وصلات خارجية
- ويليام بي ليهي على موقع إن إن دي بي (الإنجليزية)